# Stefan Descheemaeker
Stefan Marguerite Juliette Jean Descheemaeker (Ukkel, 8 mei 1960) is een Belgisch bedrijfsleider.

## Levensloop
Stefan Descheemaeker studeerde handelsingenieur aan de Solvay Brussels School of Economics and Management. Hij is sinds 2014 professor aan de Université libre de Bruxelles.
Hij begon zijn carrière in 1986 bij Cobepa, de investeringsmaatschappij van de Franse bank BNP Paribas in de Benelux. In 1989 trok hij naar holdingmaatschappij Défi, waar hij dochteronderneming Définance naar de beurs bracht als gedelegeerd bestuurder. Descheemaeker werkte van 1996 tot 2008 bij brouwerij AB InBev (en haar voorgangers Interbrew en InBev), waar hij verschillende topfuncties bekleedde, onder meer Head of Strategy & External Growth. Hij speelde een sleutelrol in de fusie van Interbrew en het Braziliaanse AmBev in 2004. In 2008 werd hij bestuurder van AB InBev, waar hij de familiale aandeelhouders verzameld in de Luxemburgse holding Eugénie Patri Sébastien vertegenwoordigde. Descheemaeker was bestuurder van de brouwerij tot 2019. Sinds 2019 is hij voorzitter van Verlinvest, de investeringsgroep van de familie de Spoelberch, een van de Belgische families achter AB InBev.
Van 2008 tot 2011 was Descheemaeker financieel directeur van supermarktketen Delhaize Groep, waar hij in 2011 topman van Delhaize Europa werd. Eind 2013 nam hij er ontslag. Sinds 2015 is hij CEO van het Britse voedingsbedrijf Nomad Foods, eigenaar van onder meer diepvriesgroep Iglo.
Van 2014 tot 2015 was hij bestuurder van telecomgroep Telenet.